# Koniusza
Koniusza è un comune rurale polacco del distretto di Proszowice, nel voivodato della Piccola Polonia.
Ricopre una superficie di 88,5 km² e nel 2004 contava 8 669 abitanti.